# Apodemia hepburni
Apodemia hepburni é uma espécie de borboleta na família de borboletas conhecida como Riodinidae. Ela pode ser encontrada na América do Norte.
O número MONA ou Hodges de Apodemia hepburni é 4404.